# مارگریتا آک
مارگریتا آک صلیب شوایه گراند OMRI (ایتالیایی: [marɡeˈri:ta ˈ(h)ak]؛ ۱۲ ژوئن ۱۹۲۲–۲۹ ژوئن ۲۰۱۳) یک اخترفیزیکدان و انتشاردهنده علمی ایتالیایی بود. سیارک ۸۵۵۸ آک که در سال ۱۹۹۵ کشف شد به احترام وی نامگذاری شد.

## زندگی‌نامه
روبرتو آک، پدر مارگریتا آک در فلورانس متولد شد، یک دفتردار فلورانسی سوئیسی پروتستان بود. مادرش، ماریا لوئیزا پوگجی، کاتولیک توسکانی، فارغ‌التحصیل آکادمی دی بل آرت دی فیرنز و مینیاتوریست در گالری اوفیتزی بود. هر دو والدین دین خود را ترک کردند و به انجمن خداشناسی ایتالیا پیوستند، که روبرتو آک مدتی تحت ریاست کنتس گامبریینی-کاوالینی منشی بود.

## جوایز و نشان‌ها
| </img> | صلیب شوالیه گراند نشان شایستگی جمهوری ایتالیا - اعطا شده در ۲۸ مه ۲۰۱۲ |

| </img> | مدال طلای نشان شایستگی فرهنگ و هنر ایتالیا - اعطا شده در ۲۷ مه ۱۹۹۸ |